# BBC Short Trips
A BBC Short Trips egy kétrészes antalógai, amit a BBC Books adott ki a Ki vagy, Doki? című tévésorozat alapján a Virgin Decalog sorozatot követően. Három kötet jelent meg 1998 márciusa és 2000 márciusa előtt, míg végül a BBC úgy döntött, hogy abbahagyja. A Short Trips címet szintén használja a Big Finish Productions, amit a BBC engedélyezi.
A War Crimes című novellát kiadták a Galaktika 2013 novemberi számában Háborús bűnök címmel.

## Novellák listája

### Short Trips
| Cím                                           | Főszereplő(k)                              | Író(k)                          |
| --------------------------------------------- | ------------------------------------------ | ------------------------------- |
| Model Train Set                               | Nyolcadik Doktor                           | Jonathan Blum                   |
| Old Flames                                    | Negyedik Doktor, Sarah Jane                | Paul Magrs                      |
| War Crimes                                    | Második Doktor, Jamie, Zoe                 | Simon Bucher-Jones              |
| The Last Days                                 | Első Doktor, Susan, Ian, Barbara           | Evan Pritchard (Rebecca Levene) |
| Stop the Pigeon                               | Hetedik Doktor, Ace, a Mester, a krynoidok | Mike Tucker és Robert Perry     |
| Freedom                                       | Harmadik Doktor, Jo Grant, UNIT            |                                 |
| Glass                                         | Negyedik Doktor, Romana II                 | Tara Samms (Stephen Cole)       |
| Mondas Passing                                | Ben, Polly                                 | Paul Grice                      |
| There are Fairies at the Bottom of the Garden | Első Doktor, Dodo                          | Sam Lester                      |
| Mother's Little Helper                        | Második Doktor                             | Matthew Jones                   |
| The Parliament of Rats                        | Ötödik Doktor, Nyssa                       | Daniel O'Mahony                 |
| Rights                                        | Negyedik Doktor, Sarah Jane                | Paul Grice                      |
| Wish You Were Here                            | Hatodik Doktor                             | Guy Clapperton                  |
| Ace of Hearts                                 | Hetedik Doktor                             | Mike Tucker és Robert Perry     |
| The People's Temple                           | Nyolcadik Doktor, Sam                      | Paul Leonard                    |

## More Short Trips
| Cím                                   | Főszereplő(k)                                   | Író(k)                      |
| ------------------------------------- | ----------------------------------------------- | --------------------------- |
| Totem                                 | Ismeretlen Doktor                               | Tara Samms (Stephen Cole)   |
| Scientific Adviser                    | Második Doktor                                  | Ian Atkins                  |
| Missing 1. rész (Business as Usual)   | Mel                                             | Gary Russell                |
| Moon Graffiti                         | Hatodik Doktor, Peri                            | Dave Stone                  |
| One Bad Apple                         | Negyedik Doktor, Leela                          | Simon A. Forward            |
| 64 Carlysle Street                    | Első Doktor, Steven, Dodo                       | Gary Russell                |
| The Eternity Contract                 | Ötödik Doktor, Nyssa                            | Steve Lyons                 |
| The Sow in Rut                        | Sarah Jane és K9                                | Mike Tucker és Robert Perry |
| Special Weapons                       | Hetedik Doktor, Mel                             | Paul Leonard                |
| Honest Living                         | Harmadik Doktor, Jo, a dandártábornok           | Jason Loborik               |
| Dead Time                             | Nyolcadik Doktor, Sam                           | Andrew Miller               |
| Romans Cutaway                        | Első Doktor, Ian, Barabara, Vicki               | David A. McIntee            |
| Return of the Spiders                 | Negyedik Doktor, Romana II, K9                  | Gareth Roberts              |
| Hot Ice                               | Ötödik Doktor, Peri                             | Christopher Bulis           |
| uPVC                                  | Második Doktor, Hetedik Doktor, Jamie, Zoe, Ace | Paul Farnsworth             |
| Good Companions                       | (egy jövőbeli Doktor)                           | Peter Anghelides            |
| Missing 2. rész (Message in a Bottle) | Mel                                             | Mike Tucker és Robert Perry |
| Femme Fatale                          | Nyolcadik Doktor, Sam                           | Paul Magrs                  |

## Short Trips and Sidesteps
| Cím                                             | Főszereplő(k)                       | Író(k)                            |
| ----------------------------------------------- | ----------------------------------- | --------------------------------- |
| The Longest Story in the World                  | Első Doktor, Susan                  | Paul Magrs                        |
| A Town Called Eternity (két részes)             | Ötödik Doktor, Peri                 | Lance Parkin és Mark Clapham      |
| Special Occasions 1: The Not So Sinister Sponge | Negyedik Doktor, Romana II, K9      | Gareth Roberts és Clayton Hickman |
| Nothing at the End of the Lane (három részes)   | Első Doktor, Ian, Barbara, Susan    | Daniel O'Mahony                   |
| Countdown to TV Action                          | Harmadik Doktor                     | Gary Russell                      |
| The Queen of Eros                               | Nyolcadik Doktor, Sam               | Trevor Baxendale                  |
| The Android Maker of Calderon IV                | Negyedik Doktor, Sarah Jane         | Miche Doherty                     |
| Revenants                                       | (egy jövőbeli Doktor)               | Peter Anghelides                  |
| Please Shut the Gate                            | Második Doktor, Jamie, Zoe          | Stephen Lock                      |
| Turnabout is Fair Play                          | Hatodik Doktor, Peri                | Graeme Burk                       |
| Special Occasions 2: Do You Love Anyone Enough? | Negyedik Doktor, Romana II          | Norman Ashby                      |
| The House on Oldark Moor                        | A Doktor a Dalek filmekből          | Justin Richards                   |
| Gone Too Soon                                   | Hatodik Doktor                      | Christopher M. Wadley             |
| Reunion                                         | Második Doktor                      | Jason Loborik                     |
| Planet of the Bunnoids                          | Első Doktor, Steven, Vicki          | Harriet Green                     |
| Monsters                                        | Hetedik Doktor, Ace                 | Tara Samms                        |
| Special Occasions 3: Better Take Care           | Negyedik Doktor, Romana II          | Steve Burford                     |
| Face Value                                      | Hatodik Doktor, Crystal, Jason, Zog | Steve Lyons                       |
| Storm in a Tikka                                | Hetedik Doktor, Ace, K-9            | Mike Tucker és Robert Perry       |
| Special Occasions 4: Playing with Toys          | Negyedik Doktor, Romana II          | David Agnew                       |
| Vrs                                             | Cybrmn                              | Lawrence Miles                    |

## Fordítás
- Ez a szócikk részben vagy egészben  a   BBC_Short_Trips című angol Wikipédia-szócikk fordításán alapul.  Az eredeti cikk szerkesztőit annak laptörténete sorolja fel. Ez a jelzés csupán a megfogalmazás eredetét és a szerzői jogokat jelzi, nem szolgál a cikkben szereplő információk forrásmegjelöléseként.